# Xunchang
Xunchang (kinesiska: 巡场) är en häradshuvudort i Kina. Den ligger i provinsen Sichuan, i den sydvästra delen av landet, omkring 250 kilometer söder om provinshuvudstaden Chengdu. Antalet invånare är 64 580.
Runt Xunchang är det tätbefolkat, med 397 invånare per kvadratkilometer. Det finns inga andra samhällen i närheten. I omgivningarna runt Xunchang växer i huvudsak blandskog.
Genomsnittlig årsnederbörd är 1 362 millimeter. Den regnigaste månaden är augusti, med i genomsnitt 270 mm nederbörd, och den torraste är december, med 21 mm nederbörd.